# Клабаутаман
„Клабаутаман“ е германска блек метъл група, която попада под влиянието на фолк и прогресив метъла. Твърдят, че няма да се ограничават с определен стил музика, а ще творят в стил, близък по някакъв начин до природата. Активни са от 1998 година насам.

## История
„Клабаутаман“ е средство за музикалното изразяване на Тим Щефенс и Флориан Тойка, които сформират бандата през 1998 година.
След два демо записа групата завършва дебютния си албум Our Journey through the Woods през лятото на 2003 година. Това е в сътрудничество с Марлон Дрешер (сесийни барабани) и Армин Рейв (миксиране и мастериране). През февруари 2005 г. вторият им албум, Der Ort, е издаден чрез „Хеви Хорсис Рекърдс“. Този път компакт дискът е изцяло продуциран от групата. Отново с принос са други хора: Патрик Шрьодер (сесийни барабани), Изабел Ясе и Щефан Хорн (гост-вокали), Юлия Томашиц и Кристиан Колф (някои от текстовете). През юни 2009 година третият им албум, Merkur, излиза във формат компакт диск, издаден от собствения лейбъл на групата — „Цайтгайстер Мюзик“. „Хеви Хорсис Рекърдс“ издават винилова версия от 500 бройки.
Групата работи над четвъртия си албум, Old Chamber. Според изявление на групата, новият албум може би ще бъде издаден през есента/лятото на 2011 година. Той ще бъде отдалечаване от прогресив/блек метъл албум с джаз/лаундж влияния, Merkur. Звученето им се определя като „повече обратно към корените“ и няма да включва прогресивни елементи, макар че ще бъде „100% Клабаутаман“.

## Дискография
- Opus Obscoenum Infernalis (1998)
- Gott Schenkt Gift (2000)
- Our Journey through the Woods (2003)
- Der Ort (2005)
- Klabautamann EP (2007)
- Merkur (2009)
- The Old Chamber (2011)

## Състав
- Тим Щефенс (1998-) – китара, бас китара, вокали
- Флориан Тойка (1998-) – китара, бас китара